# 阿爾及利亞—越南關係
阿爾及利亞－越南關係（越南语： Quan hệ An-giê-ri – Việt Nam）是指歷史上的越南和阿尔及利亚（包括現在越南社会主义共和国與阿爾及利亞民主人民共和國）之間的雙邊關係。两国在19世纪就已经建立联系，并于1962年建立邦交。阿尔及利亚也是首個承認越南南方共和国的非洲国家及阿拉伯国家。两国均为不結盟運動、77國集團成員國。

## 历史概况

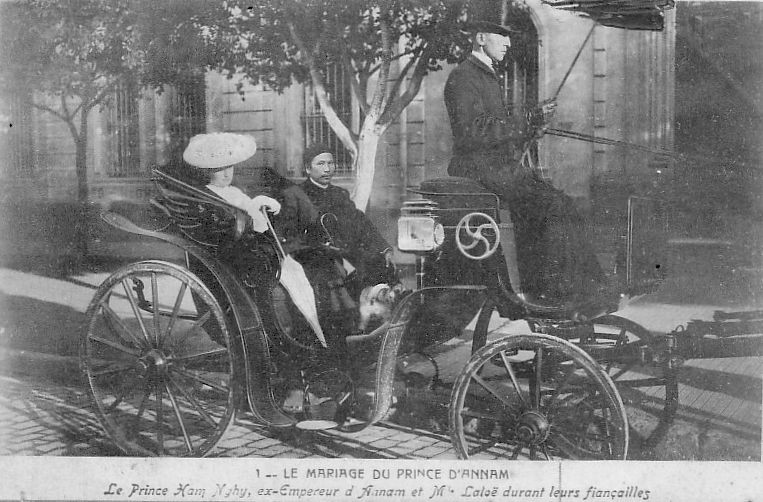
咸宜帝（右）與法裔阿尔及利亚人玛赛勒·拉洛埃（左）的婚禮

阿爾及利亞是非洲大陸諸國中最早與越南往來者。19世纪后期，越南和阿尔及利亚两国均为法国的殖民地，直到1945年、1962年各自独立。1888年，阮朝皇帝咸宜帝在勤王运动中被法国人俘虏并放逐至法屬阿爾及利亞首府阿爾及爾，并在当地居住直到1943年去世。
越南民主共和国（北越）政府成立后，在道義上支持阿尔及利亚独立，并于1958年承认阿尔及利亚民族解放陣線。1962年，阿尔及利亚民族解放阵线击败法国军队，阿尔及利亚遂于1962年7月脱离法兰西殖民帝国而独立，并开始积极发展与包括越南民主共和国在内的社会主义国家之关系，1962年10月28日，阿尔及利亚与越南民主共和国建交，成为最早与现代越南建交的非洲国家之一。北越亦在同年11月在阿尔及尔开设了驻阿尔及利亚大使馆，而阿尔及利亚则在1968年4月向河内派遣常任大使。在越南战争期间，阿尔及利亚亦支持北越抵抗美国的军事行动，承认了越南南方共和国，亦是第一个与越南南方共和国建交的非洲国家。越南统一后，两国高层互访更加频繁，两国的邦谊及在联合国、不结盟运动等国际论坛上的合作关系也得到了进一步的加强。两国也在许多领域相互支持。20世纪70至80年代，越南也曾派出1000多名醫療、教育和農業專家援助阿爾及利亞。而在西撒哈拉问题上，阿尔及利亚与越南均支持波利薩里奧陣線，并且与撒拉威阿拉伯民主共和国建立了外交关系。

### 高层访问
越南：政府总理范文同（1974年）、国务委员会主席武志公（1989年）、国家主席陈德良（1999年）、政府总理潘文凯（2004年）、国会主席阮文安（2015年）、国家主席阮明哲（2010年）、政府总理阮晋勇（2015年）。
阿尔及利亚：总统胡阿里·布邁丁（1974年）、利亚米纳·泽鲁阿勒（1996年）、阿卜杜勒-阿齐兹·布特弗利卡（2000年）。

#### 事件
1974年3月8日，阿尔及利亚总统胡阿里·布邁丁赴北越访问期间，阿尔及利亚与越南各派出一些新闻工作者及技术人员陪同布迈丁访问，期间，新闻工作者及技术人员所搭乘的客机在河内朔山县坠毁，全员遇难。2000年10月，总统阿卜杜勒-阿齐兹·布特弗利卡赴越访问期间，在朔山县设立了一座纪念碑，以纪念这些新闻工作者和技术人员。在阿尔及利亚首都阿尔及尔，一条道路也被命名为“越南记者1974年3月8日”以纪念此次空难。

### 代表機構
1962年11月，越南於阿尔及尔設立大使館，馆务辖区尚包括马里、塞内加尔、撒拉威阿拉伯民主共和国、尼日尔、冈比亚等国。
1968年4月，阿尔及利亚亦于河内设立驻越南大使馆，并且兼辖老挝、柬埔寨、缅甸。

## 经济交流
2020年，越、阿雙邊貿易額達到1.51億美元，其中，越南向阿尔及利亚出口了1.48亿美元，越南在双边贸易中长期处于貿易順差，主要向阿尔及利亚出口包括咖啡、腰果、金屬和化學品在内的商品。而阿尔及利亚则向越南出口了263万美元，主要出口槐豆、紫菜、甜菜等食品。
进入21世纪以来，石油、天然气和页岩气储量丰富的阿尔及利亚也开始吸引越南企业的投资，2015年，越南国家石油公司与阿尔及利亚国家石油公司、泰國國家石油股份共同在阿尔及利亚投资了Bir-Seba油气联营公司，该企业于2015年投入运营，總投資資金达到5.62億美元，石油日產量為20,000桶，为越南在阿尔及利亚乃至非洲最大的投资案之一。该項目的二期工程也正在开展中。

## 人文交流

### 旅遊与签证

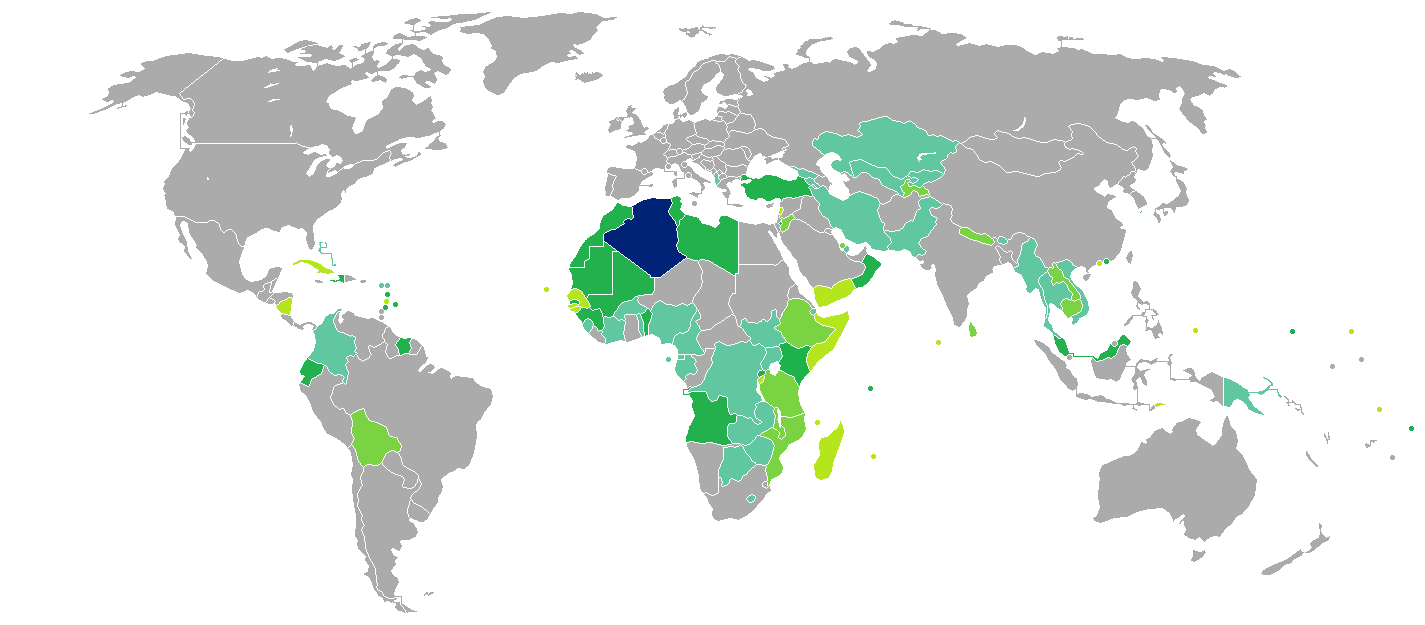
持阿尔及利亚護照的阿尔及利亚公民必須申請簽證方可入境越南。

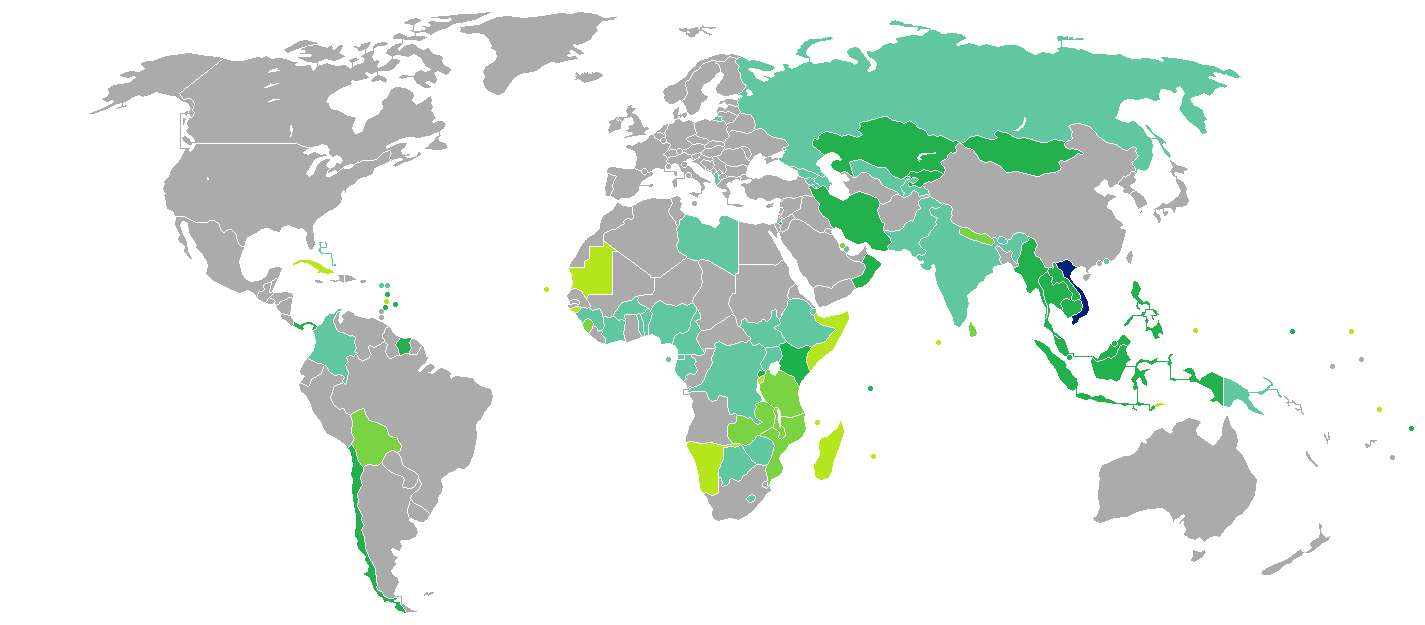
持越南護照的越南公民必須申請簽證方可入境阿尔及利亚。

兩國公民皆須申請簽證方可入境對方國家。持有阿尔及利亚護照的阿尔及利亚公民若只前往富国岛，可在岛上免签证停留30天。旅客必须从第三国直达富国岛或从河内机场或胡志明市机场办理完清关手续后前往国内航站楼办理手续。但两国的外交及公務護照持有人则可以免签证入境對方國家。

### 艺文
在阿爾及利亞有4條以越南名人命名的街道，其中有2條以胡志明命名，分别在阿尔及尔和瓦赫蘭市，1條以阮文追命名，1條以曾被放逐到阿尔及利亚的阮朝皇帝咸宜帝命名。
源自越南的武术运动越武道在阿尔及利亚拥有一定的影响力，越武道于2001年传入阿尔及利亚，此后该运动在阿尔及利亚迅速发展壮大，阿尔及利亚也于2013年成立了越武道联合会，与一些非洲国家发起了非洲越武道联合会，并多次举办越武道运动比赛，截至2022年，阿尔及利亚全国拥有3万余名越武道学员，该国几乎每个省份都有越武道俱乐部。此外，越南大使馆也经常在阿尔及利亚国内举办有关越阿关系历史，越南文化、饮食、旅游的图片展，以增强越南在阿尔及利亚的文化影响力。

## 外部連結
- 越南驻阿尔及利亚大使馆官方网站 （页面存档备份，存于）（英文）（越南文）
- 越南外交部-阿尔及利亚国情简介 （页面存档备份，存于）
- 阿尔及利亚驻越南大使馆 （页面存档备份，存于）（法文）（英文）（越南文）